# روبن لوفتوس-تشيك
روبن إيرا لوفتوس-تشيك ((بالإنجليزية: Ruben Loftus-Cheek)‏؛ مواليد 23 يناير 1996) لاعب كرة قدم إنجليزي يجيد اللعب في مركز الوسط ويلعب حالياً مع إيه سي ميلان منذ عام 2023.

## روابط خارجية
- روبن لوفتوس-تشيك على موقع الاتحاد الدولي (مؤرشف)  (الإنجليزية)
- روبن لوفتوس-تشيك على موقع الاتحاد الأوربي (الإنجليزية)
- روبن لوفتوس-تشيك على موقع قاعدة بيانات كرة القدم.إي يو (الإنجليزية)
- روبن لوفتوس-تشيك على موقع ليكيب (الفرنسية)
- روبن لوفتوس-تشيك على موقع ناشيونال فوتبول تيمز (الإنجليزية)
- روبن لوفتوس-تشيك على موقع Soccerbase.com (لاعب) (الإنجليزية)
- روبن لوفتوس-تشيك على موقع Soccerway.com (الإنجليزية)
- روبن لوفتوس-تشيك على موقع عالم كرة القدم.نت (الإنجليزية)
- روبن لوفتوس-تشيك على موقع AS.com (الإسبانية)